# Jeu international
Le jeu international (valencien : joc internacional  , API : [ˈdʒɔk ˌinteɾnasi.oˈnal]) est un jeu de balle à main comparable aux sports dérivés du Jeu de paume. Il est joué dans les championnats internationaux de jeu de balle par des équipes des Amériques et d'Europe.

## Histoire
Le jeu international a été créé par la Confédération internationale des jeux de balle pour que les joueurs de différentes origines mais pratiquant des sports similaires puissent jouer ensemble avec seulement quelques changements minimes par rapport à leurs règles respectives.
Au départ, il était adopté par les fédérations européennes de jeux de balle suivantes :
- Belgique : Balle pelote
- France : Longue paume
- Italie : Pallone
- Communauté valencienne : Llargues
- Pays-Bas : handball frison

Plus tard, certains pays des Amériques les ont rejoint:
- Argentine
- Colombie : Chazas
- Équateur
- Mexique : Pelote tarasque
- Uruguay

## Aire de jeu
Le jeu international se joue sur une surface de béton rectangulaire et plane, dans un cadre de 70 × 20 mètrespour la catégorie masculine et de 50 × 14 mètres pour la catégorie féminine. Les extrémités de ce rectangle sont les lignes de service  et de réception. Dans la zone de  service un carré de 8 × 8 mètres (pour les hommes) ou de 6 × 6 mètres (pour les femmes) est appelée zone de service.

## Balle
Lors de la rédaction des règles de ce nouveau sport, on a cherché une balle qui conviendrait à tous. En effet, chaque jeu de balle possède sa balle spécifique. Il fallait que ce soit une balle avec laquelle tout le monde pourrait se sentir à l'aise, une balle moins petite et moins dure que la pelote de badana valencienne et moins grosse et lourde que celle du pallone italien. On a choisi pour le jeu international une balle de tennis rasée. 

## Règles
La partie se joue entre deux équipes de cinq joueurs et dure quarante minutes. Le but est de marquer plus de buts que l'équipe adverse. Chaque match est composé de quatre quinzes : 15, 30, 40 et jeu.
Pour commencer un quinze, un joueur (à tour de rôle) lance la balle depuis le rectangle de service. Les joueurs adverses doivent renvoyer la balle en la frappant une seule fois et l’envoyer à l'extrémité opposée ou au moins l'éloigner le plus possible.
Si la balle dépasse la ligne médiane lors du service, elle doit être frappée en l'air ou au premier rebond, mais si elle rebondit avant la ligne, elle peut être frappée autant de fois qu'on veut.
Les quinzes peuvent être gagnés directement ou indirectement.
    Les quinze directes sont :
        Si la balle est envoyée au-delà de la limite opposée du terrain
        Si un adversaire frappe la balle mais qu'elle recule au lieu d'avancer
        Si un adversaire frappe la balle avec une autre partie du corps que la main (sauf si c'est pour arrêter la balle).
Les quinzes reportés sont ceux qui sont gagnés en atteignant la ligne.
3 points sont donnés par partie. L'équipe qui remporte la victoire obtient 2 points si le score est 6-3, 6-4 ou 6-5 (1 point pour le perdant) mais l'équipe obtient 3 points si le score est 6-0, 6-1 ou 6-2.
Lignes : Les « lignes » sont des marques faites sur un côté du terrain et qui indiquent l'endroit où une balle a été bloquée pour qu'elle n’atteigne pas la surface de l'équipe en défense. Lorsque les équipes changent de milieux de terrain (et, par là, passent au service), la nouvelle équipe au service essaie d'atteindre les lignes qu'elles ont marquées sur le « terrain de réception ». Pour les atteindre, elles doivent lancer la balle en dépassant cette ligne, le point différé est ainsi marqué. Si l'équipe n'arrive pas à l'envoyer assez loin ou si elle est bloquée de son côté de la ligne, c'est l'équipe adverse qui marque le point.

## Autres jeux créés par la CIJB

### Compétition internationale de Llargues[2]
Le llargues est une modalité de le pelote valencienne qui se joue dans la rue. La Fédération Internationale du Jeu de Balle a établi des règles pour en faire un sport international en le faisant jouer sur un terrain utilisé pour la balle pelote.

### Jeu européen[3]
Le rectangle mesure 60 m de long et 20 m de large avec un rectangle de service de 8 × 6 m. Les sets durent 40 minutes.

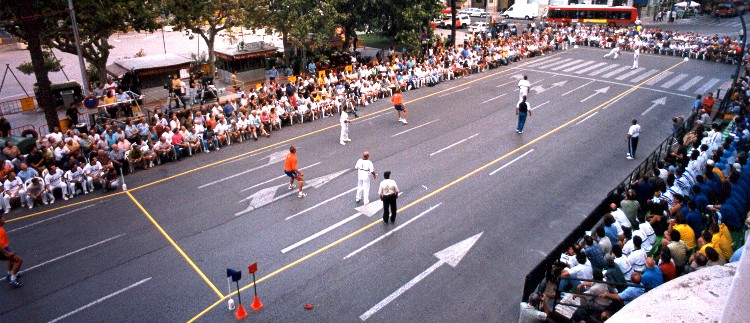
Équipes Néerlandaise et Valencienne de Pelote - Dia de la Pilota 2006 (Valence - Espagne)